# Жалис, Робертас
Робертас Жалис (лит. Robertas Žalys; 25 сентября 1965) — литовский футболист, нападающий, тренер. Выступал за сборную Литвы.

## Биография
В советский период не выступал в соревнованиях мастеров. Чемпион Литовской ССР среди коллективов физкультуры 1989 года в составе команды «Банга» (Каунас). В 1990 году вместе со своим клубом выступал в чемпионате Прибалтики, где стал автором 7 голов.
В 1991 году перешёл в венгерский клуб «Залаэгерсег». Весной 1991 года сыграл 2 матча во втором дивизионе Венгрии, а в сезоне 1991/92 провёл 14 матчей и забил один гол в высшем дивизионе.
В 1992 году вернулся в свой бывший клуб «Банга», вскоре переименованный в «ФБК Каунас». В сезоне 1992/93 забил 11 голов и занял четвёртое место в споре бомбардиров высшей лиги Литвы. В сезоне 1993/94 разделил звание лучшего бомбардира с Вайдотасом Шлякисом, забив 16 голов. Продолжал выступать за клуб до лета 1998 года, сыграв за него более 130 матчей в чемпионатах Литвы. В сезоне 1998/99 выступал за «Невежис» (Кедайняй) и стал лучшим бомбардиром клуба (8 голов). В осеннем сезоне 1999 года играл за «Кареду» (Шяуляй), а следующие два сезона снова провёл в «Невежисе», где и завершил игровую карьеру.
Всего в высшем дивизионе Литвы сыграл 246 матчей и забил 66 голов. Лучшими результатами стали четвёртые места с «Каунасом» в сезонах 1995/96 и 1996/97 и с «Каредой» осенью 1999 года. В еврокубках (с учётом Кубка Интертото) сыграл 6 мачтей и забил один гол.
Дебютировал в национальной сборной Литвы 14 октября 1992 года в товарищеской игре против Словакии (0:1), этот матч в ряде источников считается неофициальным. Первый гол забил в своей второй игре, 25 мая 1994 года в ворота Чехии (3:5). Всего за сборную провёл 8 матчей, из них один — в 1992 году, четыре — весной-летом 1994 года и три — в рамках международного турнира на Кипре в феврале 1997 года. Победитель Кубка Балтии 1994 года.
В 2002 году работал главным тренером «Невежиса», однако команда выступила неудачно, заняв последнее место в высшем дивизионе.